# Carsten V. Jensen
Carsten Vagn Jensen (født 28. februar 1963) er en tidligere fodboldspiller, og fodbolddirektør i fodboldklubben AGF Fodbold. 
Efter et par år som assistenttræner for FCK blev han i 2006 sat i sportsdirektørstolen for klubben. 9. januar 2012 overtog Carsten V. Jensen ligeledes jobbet som cheftræner efter Roland Nilssons fyring.
I maj 2012 blev Carsten V. Jensen dog frataget stillingen som cheftræner og sat tilbage som sportsdirektør, efter en sæson hvor det blev til sølvmedaljer for FC København.
Han har bl.a. spillet i Holmegaard Glasværks Boldklub, Næstved IF, Brøndby IF, B. 1903 og FC København. Carsten V Jensen blev fyret i F.C. København 28. april 2014. 
I 2014 blev Carsten ansat som sportsdirektør for FC Nordsjælland, et job som han havde frem til 2019. 
Han  blev valgt som årets pokalfighter i 1995.
I Juli 2019, stoppede han som sportsdirektør i Nordsjælland, for at starte i den nyoprettede stilling som fodbolddirektør i Brøndby IF.
7, januar 2025 tiltrådte CV i stillingen som fodbolddirektør i AGF.